# It Started with a Love Affair
Denna artikel handlar om låten "It Started with a Love Affair" ("En kärleksaffär"). För filmen med samma namn, se En kärleksaffär (film).
"It Started with a Love Affair" är en sång från 1989 med Jerry Williams skriven av Norell Oson Bard.
Låten låg på Trackslistan i tre veckor mellan 10 och 24 juni 1989 och låg som högst på sjundeplats veckan före sommaruppehållet.
Keith Almgren skrev en text på svenska som heter "En kärleksaffär" till Mats Rådberg & Rankarna som testades till Svensktoppen den 28 april 1991 utan att gå in på listan. Denna textversion spelades också in av Matz Bladhs 1991 på albumet Leende dansmusik 91 och testades till Svensktoppen den 14 april 1991 utan att placera sig på listan. Den spelades också in av Cool Candys föregående år på albumet Go' bitar 90.

### Fotnoter
1. ↑  ”Lördag 24 juni 1989”. Sveriges radio. 24 juni 1989. http://sverigesradio.se/sida/topplista.aspx?programid=2696&date=1989-06-24. Läst 26 mars 2018.